# Harley Flanagan

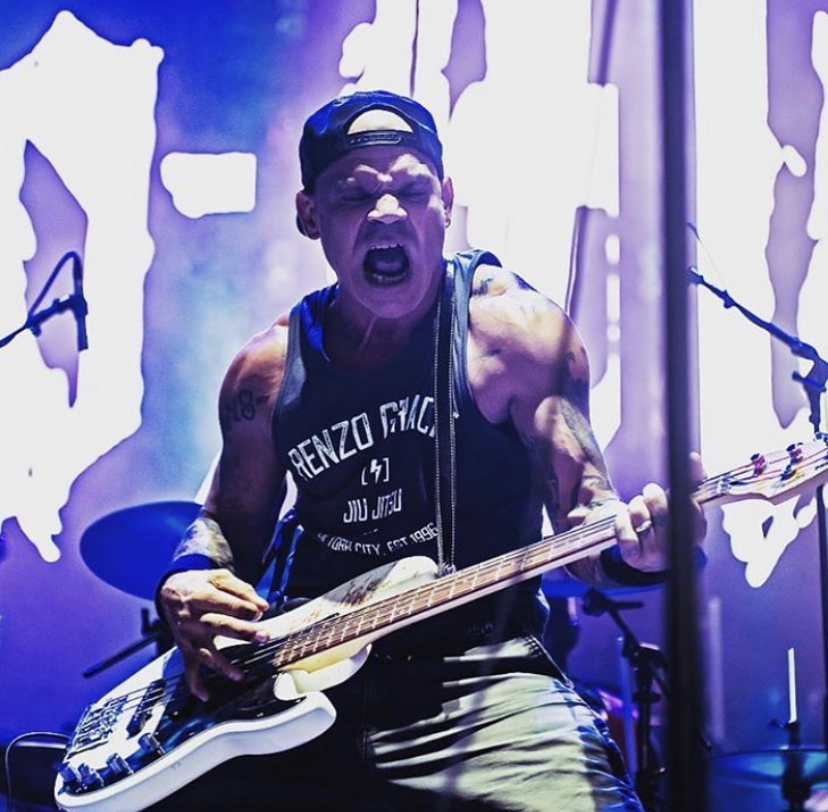
Harley Flanagan, 2019

Harley Frances Flanagan (* 8. März 1967 in San Francisco, Kalifornien) ist ein US-amerikanischer Musiker der New-York-Hardcoreszene.

## Leben
Harley Flanagans Mutter war Barkeeperin im New Yorker Punk- und New-Wave-Club „Tier 3“, was ihn schon früh in Kontakt mit der lokalen Musikszene brachte. Bereits als Zwölfjähriger spielte Flanagan als Schlagzeuger bei der Punkband The Stimulators. Dort stieg er allerdings aus, da er, inspiriert vor allem von den Bad Brains und Lemmy Kilmister, härtere Musik spielen wollte. Zusammen mit Dave Hahn (vormals Manager der Bad Brains), John Berry (Gründungsmitglied der Beastie Boys) und Dave Stein von Even Worse gründete er, diesmal als Bassist, die Cro-Mags. Mitte der 1980er-Jahre war Flanagan Gründungsmitglied der Hardcoreband Murphy’s Law. Hier spielte er wiederum Schlagzeug. Allerdings standen für ihn die Cro-Mags im Vordergrund und Flanagan verließ Murphy’s Law wieder. Anfang der 1990er-Jahre verließ Flanagan die Cro-Mags. Diese lösten sich kurz darauf auf. Flanagan gründete mit Cro-Mags-Gitarrist Parris Mayhew und Ex-Biohazard-Gitarrist Bobby Hambel die Gruppe White Devil, die später in Samsara umbenannt wurde. 1998 nannten sie sich dann Cro-Mags und veröffentlichten ein Album. 2001 lösten sie sich auf. Flanagan widmete sich einem Soloprojekt, das er Harley’s War nannte. 2003 und 2012 erschienen je ein Album, 2009 eine EP unter Beteiligung mehrerer bekannter Hardcore-Musiker. 2016 veröffentlichte Flanagan seine Autobiographie, Hard-Core: Life of My Own.
2012 drang Flanagan beim CBGB-Festival in der New Yorker Webster Hall in den VIP-Bereich ein und verletzte den damaligen Cro-Mags-Bassisten Mike „The Gook“ Couls sowie eine weitere Person mit einem Messer. Er wurde verhaftet und das Konzert wurde abgebrochen.
Im April 2019 gewann Flanagan einen im Mai 2018 begonnenen Gerichtsprozess um die Rechte am Bandnamen „Cro-Mags“.

## Diskografie (Auszug)

### Mit The Stimulators
- 1982: Loud Fast Rules! (Reach Out International Records)

### Mit Murphy’s Law
- 1983: Bong Blast (kein Label)

### Mit Cro-Mags
- 1986: The Age of Quarrel (Profile)
- 1989: Best Wishes (Profile)
- 1992: Alpha Omega (Century Media)
- 1993: Near Death Experience (Century Media)
- 2000: Revenge (Cro Mag)

### Mit White Devil
- 1995: Reincarnation (EP, Lost and Found Records)

### Mit Harley’s War
- 2003: CroMag (Loud Fast Recordings)
- 2008: Hardcore All-Stars (Measure Label)
- 2012: 2012 (MVD Audio)

### Solo
- 2016: Cro-Mag (MVD Audio)
- 2018: Hard-Core (MVD Audio)

## Werke
- Hard-Core: Life of My Own. Feral House, Port Townsend 2016, ISBN 978-1-62731-033-8.